# Ação de ferrolho

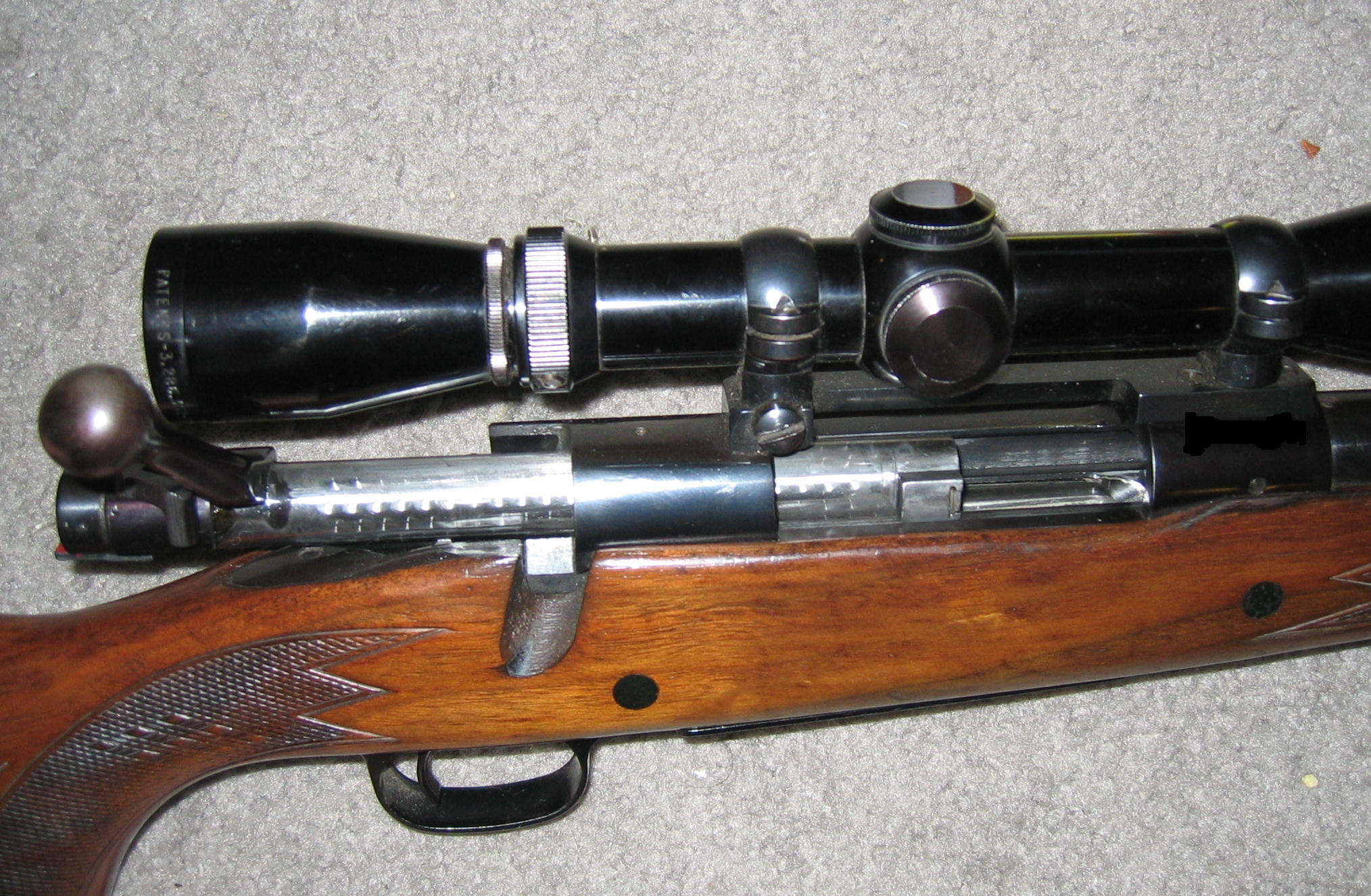
Close de um mecanismo de ação de ferrolho

Ação de ferrolho é um tipo de ação de arma de fogo, onde a manipulação de cartuchos para dentro e para fora da câmara da arma, é feita por uma operação manual sobre o ferrolho através de uma pequena alavanca, normalmente localizada do lado direito da arma.

## Funcionamento
Quando a alavanca é acionada, o ferrolho é destravado da câmara e puxado para trás para abrir o carregador, permitindo que o estojo vazio seja extraído e ejetado, o pino de percussão integrado ao ferrolho é armado e posicionado.
Em seguida, um novo cartucho é posicionado, e empurrando a alavanca no sentido oposto, o novo cartucho é posicionado e encaixado na câmara que é então fechada e um novo disparo pode ser efetuado.

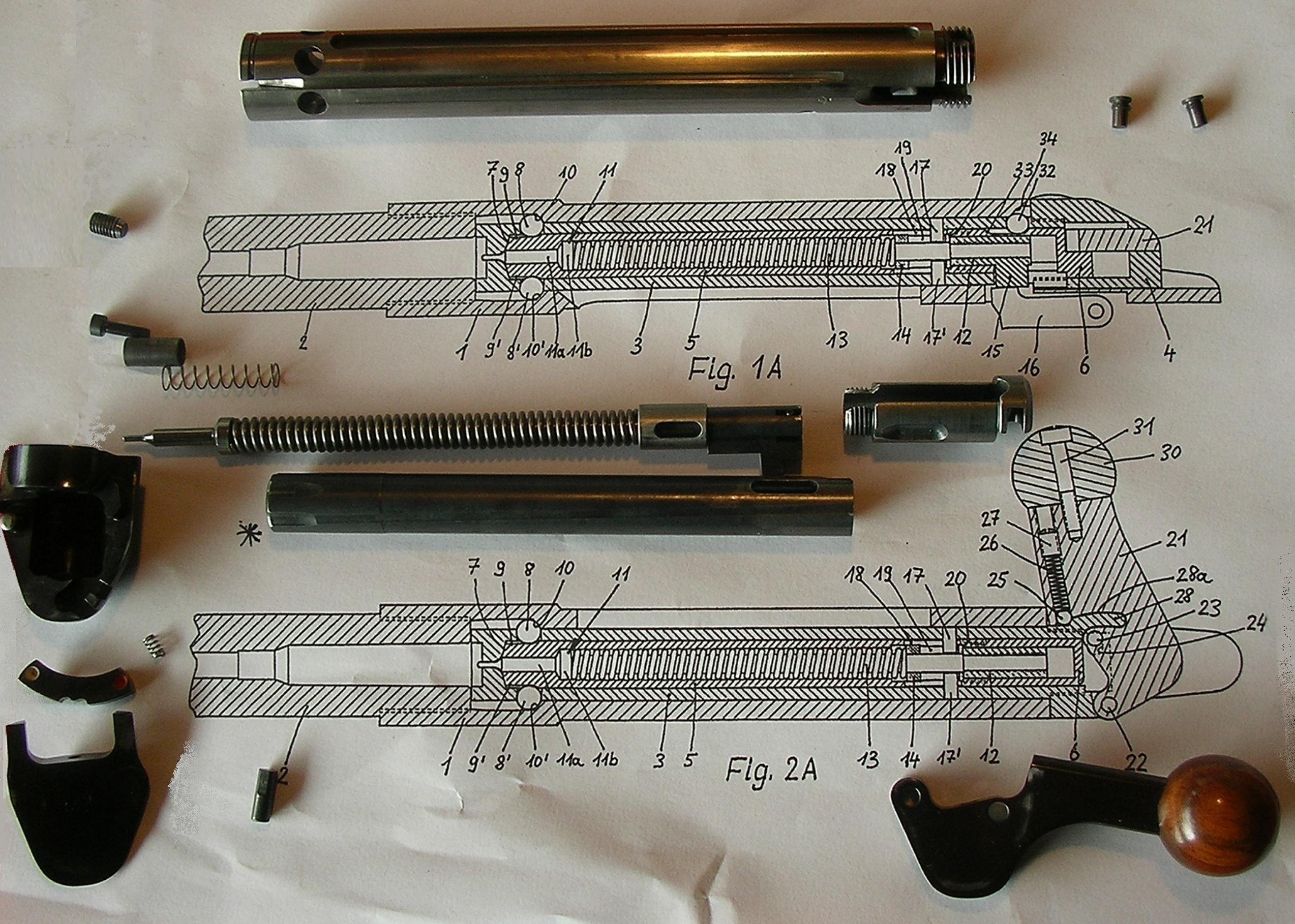
O mecanismo de tração direta do Heym SR 30. O travamento é obtido por 6 rolamentos esféricos ao redor da circunferência da "cabeça" do ferrolho. Este mecanismo foi originalmente desenvolvido para rifles de biatlo.

## Tração direta
A tração direta, é um tipo específico de ação de ferrolho no qual o movimento prático e aparente é apenas para trás e para a frente, sem rotação aparente ou sem rotação na prática (nos mais modernos). Em 1993, a empresa alemã Blaser introduziu o Blaser R93, com uma nova ação de tração direta na qual o travamento é obtido por uma série de "garras" concêntricas que se projetam / retraem da "cabeça" do ferrolho, um projeto conhecido como "Radialbundverschluss" ("conexão radial") . Em 2017, a revista Rifle Shooter listou seu sucessor Blaser R8 como um dos três rifles de tração direta mais populares junto com o Merkel Helix e o Browning Maral. Alguns outros rifles de tração direta modernos notáveis são feitos por Chapuis, Heym, Lynx, Rößler, Strasser, e Steel Action.

## Ver também

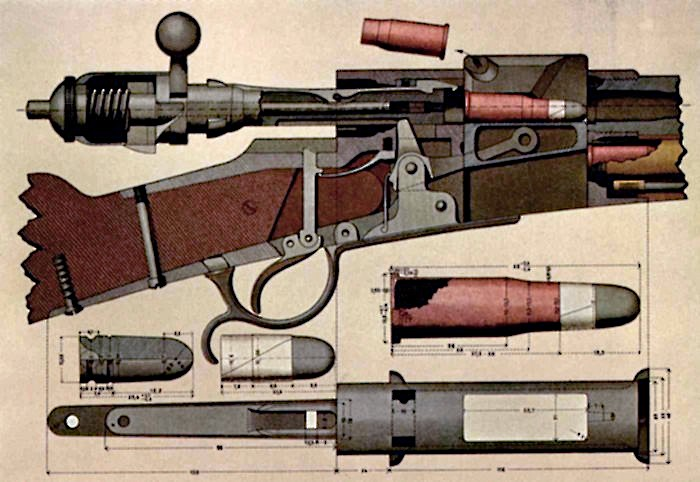
Esquema de funcionamento
de ação de ferrolho de um Rifle Vetterli.